# Marcus Valerius Martialis
Marcus Valerius Martialis også kaldet Martial (født 1. marts ca. 40, død ca. 103) var en romersk epigramdigter.
Marcus Valerius Martialis blev født omkr. 40 e.Kr. i Bilbilis (nuværende Spanien) og døde sammesteds ca. 103 e.Kr. Han levede det meste af sit liv i Rom, hvor han havde nær forbindelse med Plinius den Yngre og Seneca. Kejserne Titus og Domitian støttede ham bl.a. ved at tildele ham rang som 
eques (ridder).
Martial er den eneste romerske digter, der kun har skrevet epigrammer (korte, skarpt pointerede satiriske digte). Den første samling udkom ca. 80 e.Kr. i forbindelse med indvielsen af Colosseum. I epigrammerne udleverer han en lang række af de laster og karakterbrist, som særligt hørte storbylivet til, ofte med en sproglig drejning, der forekommer nutidens læsere unødigt obskøn. Martials epigrammer viser et Rom, der er befolket med arvejægere, snyltegæster, svindlere o.a.
De personnavne, der ses i epigrammerne, er formentlig opdigtede. Personerne er for det meste jævne mennesker, borgere og deres koner, frigivne slaver o.l., og kun i ganske få tilfælde er det nogen, der er kendt ud over den sammenhæng, som Martial lader dem optræde i.
Ludvig Holberg har skrevet latinske epigrammer inspireret af Martial.
- Wikimedia Commons har flere filer relateret til Marcus Valerius Martialis